# 疫苗护照
疫苗护照（英語：Vaccine passport）或免疫证明、免疫护照（英語：Immunity passport），是一份载明持证人已接种特定疫苗或证明对指定病毒免疫的证明。
2019冠状病毒病疫情在全球范围爆發後，一些地區开始对“免疫护照”提出设想。尽管这一话题引起了人们的极大关注，但国际社会对此看法不一，支持者认为此举有助于逐步恢复跨境流动、全球经济复苏，《纽约时报》刊文认为，该证明可以为旅客在疫情下的出行、參與各種活動提供极大的便利，甚至可以免除核酸检测与隔离，并使跨境旅行重新“正常化”；反对者认为“免疫护照”在隐私、科学性方面存在质疑。

## 历史

### 早期

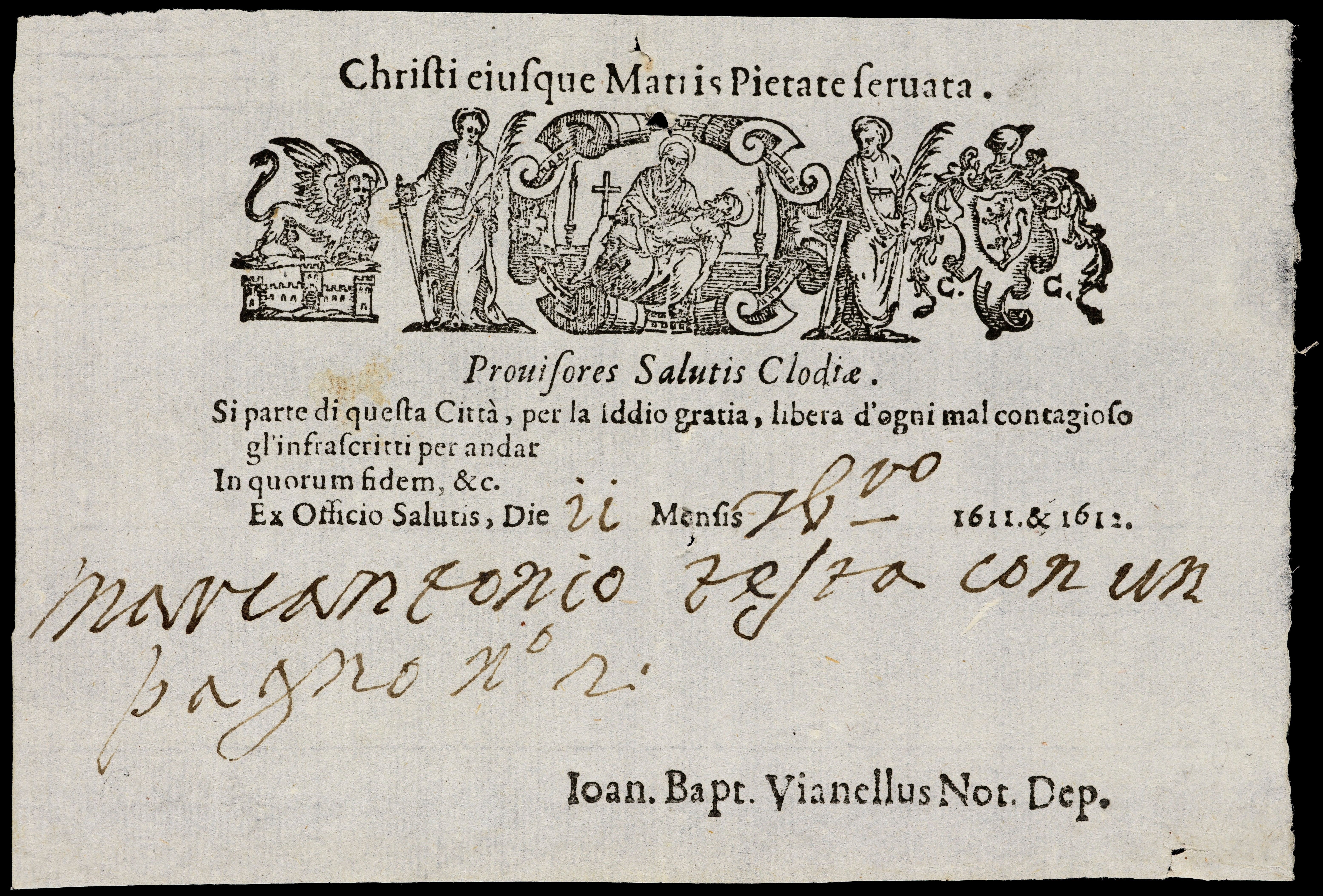
1722年意大利签发的“健康通行证”，于鼠疫疫情期间旅行使用

自古以来，隔离已被用作限制传染病传播的一种方法。除此之外，一些政府部门还需要证明旅客已完成隔离或已知没有传染性的文件。早在18世纪，意大利各行政区签发“健康通行证”，以豁免旅客被隔离。
1959年，世界卫生组织开始签发疫苗接种或预防措施国际证书（International Certificate of Vaccination or Prophylaxis），尤其是黄热病（Yellow Fever）疫苗接种证书。

### 2019冠状病毒病疫情
2019冠状病毒病疫情在全球范围爆發後，世界各地纷纷收紧出入境政策，也限制了跨境流动。2020年4月，智利政府表示将向抗体检测阳性的2019冠状病毒病痊愈者颁发“免疫护照”，获得“免疫护照”的人将不再受到封城令等限制。之后世界上主要国家和地区宣布对“免疫护照”方案提出设想。
2020年年底，世界经济论坛和瑞士一家非营利项目基金会展开合作，開發名为「CommonPass」的數位應用程式，得到多家航空公司採用，作為新冠肺炎篩檢的陰性結果，或國際航班的疫苗接種證明。其他得到航空公司採用的應用程式還包括「VeriFLY」、國際航空運輸協會開發的「IATA旅行通行證」（IATA Travel Pass）等等。

## 對COVID-19疫苗護照的各方回应

### 中國大陸
2021年全国两会期间，多位全国人大代表、全国政协委员提议推行“疫苗护照”，推动国际经贸活动逐步恢复。例如全国政协委员、中华全国律师协会副会长朱征夫表示，随着中国大陆疫情得到有效控制，逐步开放国门应提上议事日程，并建议政府需提前谋划，尽早研究推行“疫苗护照”，以“病毒检测”与“疫苗护照”来取代入境旅客的强制隔离，以及在国内推行接种疫苗的电子证明书（即国内“疫苗护照”），凭接种疫苗的电子证明书在国内旅行可免核酸检测。。
2021年3月7日，第十三届全国人民代表大会第四次会议举行记者会，中華人民共和国国务委员兼外交部长王毅表示将推出国际旅行健康证明，提供核酸检测憑證和疫苗接种相互验证等功能。
3月8日，“国际旅行健康证明”，以微信APP的形式推出，並可以打印生成纸质版。该证明被媒体称为中国版“疫苗护照”。

### 香港
前海管理局香港事务首席联络官洪为民表示，希望中央政府可设立陆港疫苗护照互认机制，已接种认可疫苗的香港人持证可无须持有阴性核酸检测证明及隔离检疫往来内地及香港。
2021年3月，香港旅遊界立法會議員姚思榮表示，政府應探討疫苗護照。

### 南韓
2021年3月2日，韩国中央应急处置本部防疫总括组组长尹泰皓在例行记者会上说，政府正在防疫部门主导下讨论“疫苗护照”一事，议题包括给本国公民发放疫苗护照、对持疫苗护照的外籍人员入境是否免除隔离等。尹泰皓说，有必要从实际工作层面就启用“新冠疫苗护照”相关事宜展开深入研究，“即使人们接种了疫苗，关于疫苗效果的相关数据还不充分，不排除已接种者出现无症状感染的情况”。

### 日本
日本政府研擬在2021年7月中旬到下旬開始發行紙本證明的疫苗護照，正式名稱為「新型冠狀病毒疫苗接種證明書」，對象為有出國需求者；內容記載姓名、國籍、機票編號、疫苗接種日期等資訊。日本政府也正研擬用數位方式申請與發行疫苗護照。

### 台灣
2021年4月27日，中央流行疫情指揮中心指揮官、衛生福利部部長陳時中表示計劃於5月中旬開始試辦疫苗護照，接種兩劑疫苗後一個月，持相關證明可申請將原本十四天居家檢疫縮短為七天，入境第七天採檢PCR陰性、抗體陽性即可放行。
2021年6月24日的記者會上，衛福部疾管署長周志浩表示會持續關注各國疫苗護照的議題，探詢去加入單邊、多邊的協議信任架構中，指揮中心原定5月中試行台灣疫苗護照模式，但因本土疫情爆發而延緩。關於疫苗護照也就是電子接種證明，已與其他國家、組織接觸，希望盡快與國際接軌，並盡量取得對國產疫苗的認可。
2021年12月28日，衛生福利部疾病管制署發行「數位新冠病毒健康證明」，該證明與「歐盟數位新冠證明」系統互相承認。

### 馬來西亞
2021年2月21日，马来西亚政府宣布，将签发疫苗护照给接种2019冠状病毒病疫苗者，并准备与其他国家探讨，让持有疫苗护照者往返，无须隔离。另外，新加坡已经率先接洽馬來西亞，要求让两国民众申领疫苗护照，作为进出两国豁免隔离检疫的证明文件。

### 泰國
2021年3月8日，泰国副总理兼卫生部长阿努廷表示，当天举行的国家传染病委员会会议通过了关于推出“疫苗护照”以及缩短入境泰国防疫隔离期的决议，将提交政府新冠肺炎疫情管理中心审议，待内阁批准后即可实施。

### 以色列
2021年3月，以色列政府推出“绿色护照”政策，任何接种完两剂冠状病毒病疫苗超过一周的民众、曾感染冠状病毒并已康复的民众可通过卫生部网站或手机应用申请“绿色护照”。持有“绿色护照”的民众可以在室内场所就餐。在低风险感染率地区，持有“绿色护照”的大学生可以回到学校线下学习，没有“绿色护照”的大学生只能继续在线课程。博物馆、文化馆、美术馆、剧院也仅接受持有“绿色护照”的民众开放，另外入住酒店也需要持有“绿色护照”。此外，持有“绿色护照”的以色列民众返回以色列后，无需接受为期14天的隔离检疫。以色列还将与希腊、塞浦路斯等国家就疫苗接种信息互认达成协议。

### 歐盟
2021年1月下旬，冰岛签发了全球第一批“疫苗护照”，但并没有获得欧盟其他国家的承认。3月18日起，冰岛将向接种疫苗的外籍人士开放边境。
2021年2月22日，英国首相鲍里斯·约翰逊宣布将考虑把“疫苗护照”作为摆脱疫情影响的途径之一。另外，塞浦路斯、捷克、丹麦、爱沙尼亚、匈牙利、意大利、波兰、葡萄牙、斯洛伐克、西班牙、瑞典、希腊等多个欧洲国家正积极呼吁推广“疫苗护照”。不过，法国和德国等国就“疫苗护照”仍持有不同意见，原因是各国疫情形势不同、疫苗分配不均衡等。2021年2月，法國衛生部長奥利维耶·韦朗也曾反复表示，现在讨论“疫苗护照”议题还为时过早，因为只有不到250万法国公民接种了第一剂疫苗，故目前还不清楚疫苗可否有效阻止病毒传播。奥地利总理库尔茨在2月24日表示，人们需要“疫苗护照”回归正常生活。
2021年3月17日，欧盟公布“數位綠色證書”（Digital Green Certificate）计划，供成員國參考執行。为避免出现疫苗歧视的问题，疫苗护照最终变成“数位绿色证书”，淡化接种疫苗後才可在欧盟各国间自由移動的限制问题。該證書可為已接种歐洲藥監局認證的新冠疫苗、康复者及对病毒呈阴性反应的人士建立起认证机制，預計通行的範圍包括所有欧盟成员国、以及冰岛、列支敦士登、挪威、瑞士等国。
丹麥在4月6日推出疫苗護照系統「Coronapas」，與本地電子身份證系統「NemID」連結，把疫苗接種、感染及病毒測試記錄，加到原有的健康記錄上。
2021年7月1日起，歐盟國家啟用數位疫苗證明，持有證明者能免除隔離及檢測，未接种辉瑞、莫德纳（Moderna）、阿斯利康（AZ）以及强生（J&J）等四款欧盟认证的新冠疫苗旅客，入境欧盟境内27国仍须接受筛检及隔离。
2021年7月3日，義大利發現網上出現販售假疫苗護照的集團。米蘭警方發布聲明指出，相關組織透過加密通訊平台Telegram販售偽造的疫苗護照，民眾則透過暗網的匿名帳號，與賣家聯絡，再以加密貨幣付款。義大利警方也警告，不論持有或販賣假的疫苗護照，都可能面臨詐欺或偽造文書罪。

### 英國
2021年5月17日，英國國民保健署的應用程式「NHS app」可用作新冠疫苗護照，完成兩針疫苗接種者可獲得稱作「NHS COVID Pass」的數位證明，另外也可向國民保健署申請紙質版本的疫苗接種證明。

### 美國
2021年2月18日，美国夏威夷州正在制定一项计划，为已经接种全剂量新冠疫苗的人颁发 “疫苗护照”，允许他们前往该州旅游时无需隔离。该计划最早可于3月1日施行。
同月，美国总统拜登在近期的一项行政命令中也提出，将要求联邦政府机构“评估将疫苗证书与其他疫苗接种文件联系起来的可行性”。
美國紐約州在3月26日，宣佈推出採用區塊鏈技術的電子疫苗護照「Excelsior Pass」，可存放民眾施打疫苗或是檢測為陰性的結果，作為民眾進入人潮聚集的場合或公共場所的憑證。 德克薩斯州則在4月6日，發布行政命令禁止德州政府強制要求民眾出示疫苗接種證明。
2021年4月6日，美國聯邦政府表示，不會推動疫苗護照或要求人們必須注射疫苗才能旅行或從事商業活動。白宮新聞發言人莎琪對記者說：「不會有聯邦疫苗接種資料庫，也不會有聯邦授權要求每個人獲得單一的疫苗接種證書」。
美國的一些企業和學校要求民眾出示疫苗接種證明，一些大學就要求學生返回學校前要先接種疫苗。
2021年9月20日，美國聯邦政府表示自11月8日起所有搭機抵美的外國旅客，須出示完整接種COVID-19疫苗的證明（要由美國食品藥物管理局授權或核准、或為世衛組織所列允許緊急使用的六款疫苗）方可入境，並公布針對國際旅客的接觸史追蹤新規則。

### 加拿大
加拿大卫生部部長帕蒂·哈依杜（Patty Hajdu）表示，加拿大「致力於與我們的國際合作夥伴進行關於疫苗護照的對話，因為無論這種對話如何發展，我們都希望確保加拿大人擁有正確的證件以備將來旅行之用。」

### 紐西蘭
紐西蘭政府在2021年10月3日宣布，11月1日起17歲以上外籍旅客必須完整接種COVID-19疫苗（紐西蘭政府公告接受22家廠牌的疫苗）才能入境，入境後仍須出示陰性證明，並集中隔離14天。10月28日時表示放寬防疫措施，從11月起，來自薩摩亞、東加和萬那杜等太平洋國家的旅客不再需要隔離。而針對國外其他完全接種疫苗的旅客飯店隔離縮減為7天，並計劃在2022年讓完全接種疫苗的入境者僅需實行居家隔離。
紐西蘭總理傑辛達·阿爾登在10月5日時，表示政府將會發行新冠疫苗的數位證明，預計在11月份推出。

### 旅游业
阿提哈德航空和阿联酋航空将开始使用国际航空运输协会开发的电子旅行卡，帮助乘客向航空公司和政府提供旅客已接种疫苗或完成病毒检测的文件。新西兰航空将于2021年4月在奥克兰和悉尼之间的航班上试用一种电子疫苗证明；另外澳洲航空也正在研究类似的技术。
英国邮轮公司P&O Ferries表示，旅客需要接受两针疫苗注射之后，才可以乘坐将于6月27日开始环绕英国航行的邮轮。

### 國際組織
2021年2月，世界卫生组织表示，出於實際和道德方面考慮，暂不建议各国采用此类护照，认为各國現時推行疫苗護照並不公平。世卫组织担忧地指出，将“疫苗护照”作为简化入境限制的先决条件是有确凿的证据证明，疫苗可有效缓解病毒传播，“而就现阶段来讲，‘疫苗护照’尚且缺乏足够可靠的科学数据。疫苗的有效时间、接种后是否会再次感染或携带病毒等等这些疫苗有效性方面的问题仍有待进一步的评估与考量。”。
2021年3月7日，加拿大卫生部长帕蒂·哈伊杜表示，“疫苗护照”已被列入七国集团成员国的议程。
2021年3月12日，國際民航組織表示，接種COVID-19疫苗不應成為國際旅行的先決條件。
2021年4月16日，世界衛生組織對國際推動疫苗護照發出警訊。官員表示，疫苗無法百分之百保證接種者不會感染及傳播病毒，而且全球疫苗分配不均，推動作法必須很謹慎。
WHO首席科學家史瓦米那尚（Soumya Swaminathan）指出，疫苗雖然可以保護民眾不轉成重症，但無法百分百保證不會傳播病毒，而且有些疫苗保護力只有7成至8成，因此國際社會不能認為只要接種疫苗，就不會感染也不會傳播給其他人。此外，她提到全球疫苗分配不均，有些國家接種率快速上升，但很多國家接種率低於1%。推廣疫苗護照會產生公平及道德層面議題。

### 媒体
2021年2月，歐洲新聞台刊文指出，虽然当下在全球范围内普及“疫苗护照”仍面临多重挑战，但关系紧密或寻求共识的国家间或将率先认可双方所签发的证明。
《纽约时报》的报道认为，疫苗护照的目的是让家庭能够团聚，让经济得以重启，并让几亿已接种疫苗的人恢复某种程度的正常状态，同时确保所有这些都不会导致病毒的传播。文章又说，将世界以接种了疫苗和未接种疫苗来划分，提出了“让人望而却步的政治和伦理问题”，而这一计划还可能加剧与冠状病毒病有关的民族主义，扩大社会鸿沟。